# Метох
Метох (грчки: μετόχι [] — метохи = заједница; заједничко добро) или метохија (грчки: μετόχια [] — метохиа; μετόχιον [] — метохион), је у средњовековној Србији било земљиште или посед који поседује нека црква или манастир. Посед који се дарује цркви или манастиру постаје метохија. У почетку се метохијом називало насеље монаха који су обрађивали манастирску земљу. Уједно се тим називом означавало поједино село или скуп више села, као и мањи манастир дарован или потчињен већем. Метохија је понекад била и заједничко име и за људе који живе на манастирском или црквеном добру. Подручје Метохија на Косову и Метохији је добило име јер се на њему налазила Метохија хотчка. Метох у ужем смислу значи и управно средиште једне метохије.
У феудалној Србији ктитори су неке цркве или манастире прилагали већем манастиру и стављали их под његову власт, чиме су се створила црквена властелинства, метохије, којима је често припадало и више села. Нарочито су били богати већи владалачки манастири јер су поседовали по две или више метохија на различитим странама, знатно удаљеним од самог централног манастира. Метохијом је управљао нарочито одређен калуђер-економ, који је имао и разне световне помоћнике за управне, судске, војне и финансијске послове, у циљу и да се економски експлоатишу имања и да се народ, којим се на тај начин управљало, користи у политичке и војне сврхе. Назив се у најновије време односио на свако имање удаљено од манастира којем је припадало.
Поред речи метох кориштена је и истозначна реч метех. Петар I Петровић Његош је паралелно користио обе речи, и метох и метех.